# Gamu
Gamu là một đô thị hạng 4 ở tỉnh Isabela, Philippines. Theo điều tra dân số năm 2007, đô thị này có dân số 27,479 người trong 5.169 hộ.

## Các đơn vị hành chính
Gamu được chia ra 16 barangay.
| - Barcolan - Buenavista - Dammao - Furao - Guibang - Lenzon - Linglingay - Mabini | - Pintor - District I - District II - District III - Rizal - Songsong - Union - Upi |